# 4. миленијум
4. миленијум је миленијум, односно период који ће започети 1. јануара 3001. године, а завршиће се 31. децембра 4000. године.